# Plaça de bous d'Alacant
La plaça de bous d'Alacant és una plaça de bous situada a la ciutat valenciana d'Alacant. És una plaça de segona categoria segons el Reial decret que organitza les places de bous en tres categories en funció de l'antiguitat, tradició, grandària i nombres de festejos anuals. Així mateix, és una de les places en funcionament més antigues del País Valencià.

## Història

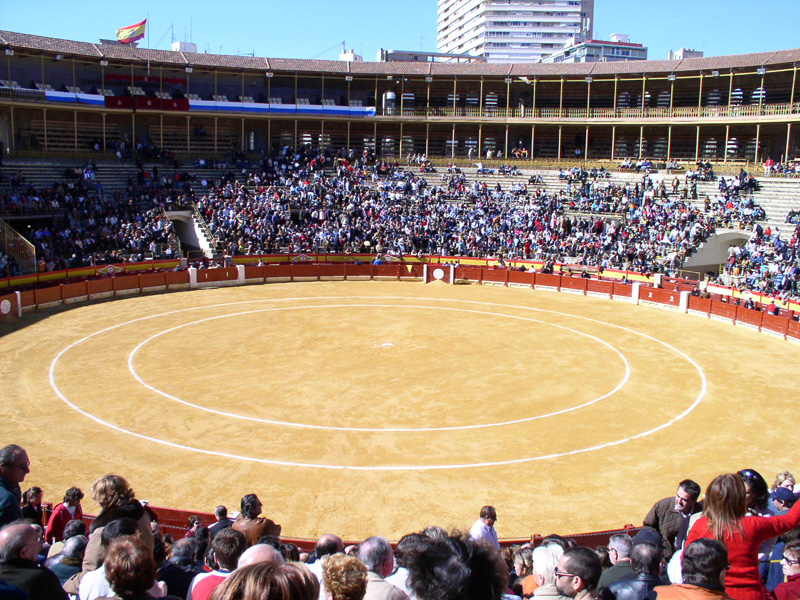
Arena de la plaça de bous

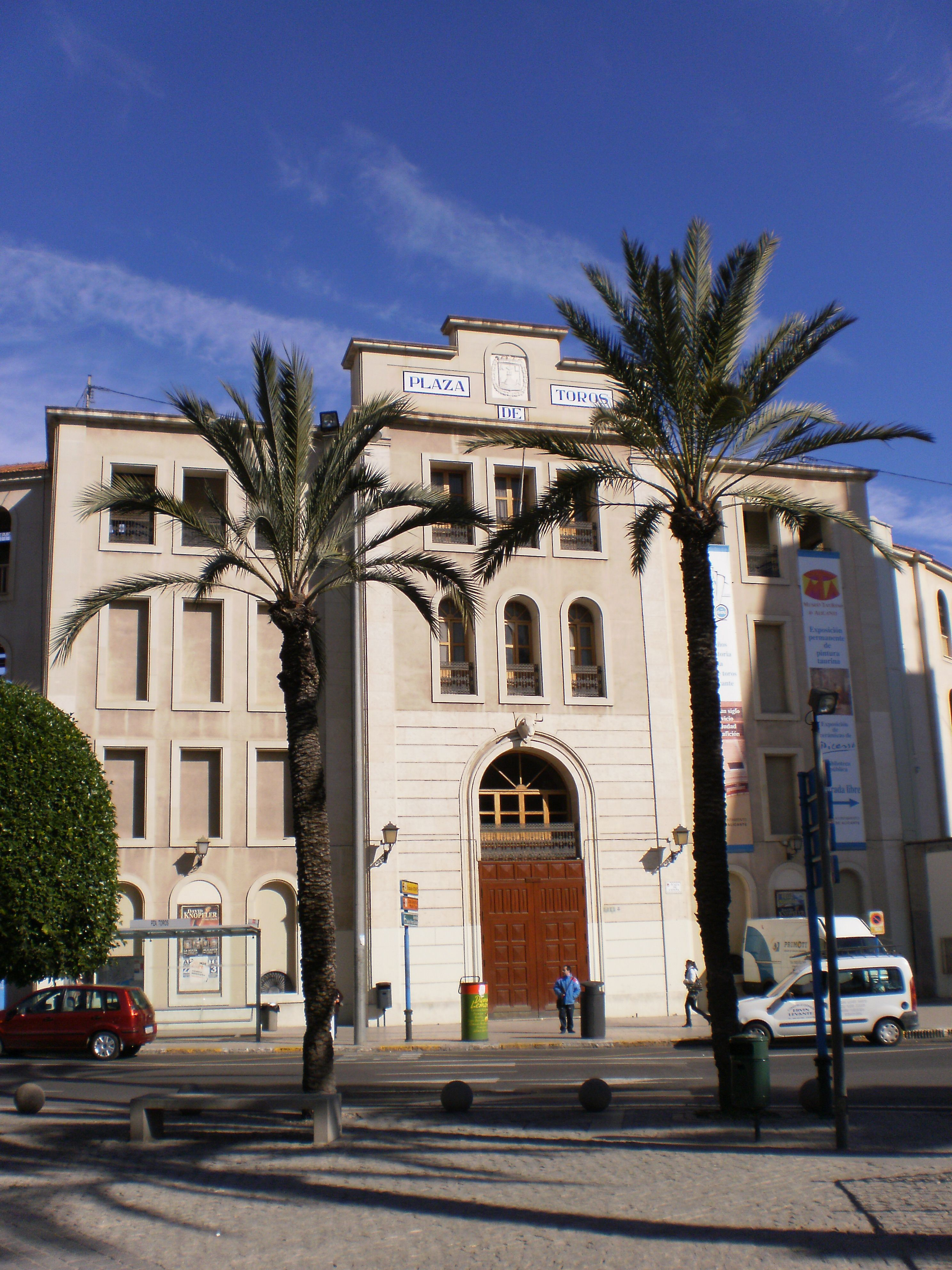
Porta gran de la plaça alacantina

La primera corrida celebrada a Alacant de la qual es tenen dades es va celebrar l'any 1700 per commemorar el centenari de la conversió en col·legiata de l'actual cocatedral de Sant Nicolau. Des de principis del segle segle xviii, les corrides a Alacant es realitzaven en diversos llocs, com la plaça del Mar o la de Sant Francesc, inclús es va construir en 1839 una plaça provisional de fusta al Barranquet. La plaça de bous d'Alacant va ser construïda originalment en 1848 segons el projecte de l'arquitecte Emilio Jover, però no va ser fins a 1888 quan, després de la reforma de José Guardiola Picó, la plaça va cobrar més importància, moment en què va passar a tindre quasi 16 000 seients per a una ciutat que aleshores tenia 19 000 habitants. La seua inauguració va tindre lloc els dies 15 al 17 de juny del mateix any, quan van torejar "Lagartijo", "Guerrita" i "Lagartija". La plaça està dividida en graderies al primer i el segon pis, i llotges i tribunes al tercer, mentre que té aforament per 15 235 espectadors. Està situada a la carretera d'el Palamó, enfront de la plaça d'Espanya.

### Enganxada mortal
Encara que és una plaça bastant antiga i amb molts esdeveniments al llarg dels anys, la plaça de bous d'Alacant tan sols ha presenciat la mort d'un torero, el sevillà Manuel Díaz, també conegut com a "Minuto Chico". Aquests fets van ocórrer el 3 de setembre de 1911. El bou que va matar Manuel Díaz era de la ramaderia de "Flores", i el seu nom, "Faccioso".

### Guerra Civil Espanyola
Amb la presa de la ciutat per les tropes franquistes, la plaça es va convertir durant algunes setmanes en camp de concentració de presoners republicans, concretament fins al maig de 1939. Diversos testimonis parlen de saques de presos a qualsevol hora del dia per ser represaliats, una tasca en què els elements falangistes utilitzaven fins i tot a xiquets perquè identificaren aquells a qui es volia afusellar.

## Altres esdeveniments
Al marge de la seua activitat principal taurina, la plaça ha estat també freqüent escenari de concerts, mítings polítics i espectacles esportius, com la final de la Copa del Generalíssim de Bàsquet de 1952 i la semifinal de la Copa Davis de tennis de 2004, a més de ser escenari de l'elecció de la Bellea del Foc de les Fogueres de Sant Joan.